# Nothing to Rely On
Nothing to Rely On è il secondo singolo della punk rock band statunitense $wingin' Utter$ pubblicato nel 1995.

## Formati

### 7"
1. Nothing to Rely On
2. Yesterday's Dog End

## Formazione
- Johnny Bonnel - voce
- Max Huber - chitarra
- Greg McEntee - batteria
- Kevin Wickersham - basso
- Darius Koski - chitarra, voce